# 球萼树科
球萼树科（学名：Sphaerosepalaceae）又名龙眼茶科、圆萼树科、球形萼科或刺果树科（Rhopalocarpaceae），共有2属18种，都是生长在非洲马达加斯加岛上的特有种。

## 特征
本科植物为落叶乔木或灌木，单叶互生，托叶宽大；花的花瓣4数；果实为蒴果，每个果实只有一个种子，种子大，含有油质。

## 分类
1981年的克朗奎斯特分类法将其列在山茶目中，1998年根据基因亲缘关系分类的APG 分类法认为应该列在锦葵目中。
本科只有两个属：
- 刺果树属 Rhopalocarpus (Sphaerosepalum)
- 羊角茶属 Dialyceras Capuron, 1962，球萼树属
  - Dialyceras coriaceum (Capuron) J.-F.Leroy
  - Dialyceras discolor (Capuron) J.-F.Leroy
  - Dialyceras parvifolium Capuron